# Commission du Golfe de Guinée
Pour les articles homonymes, voir CGG.

La Commission du Golfe de Guinée en août 2013.
- Jaune : pays membres.
- Orange : pays demandant son adhésion (Ghana).

La Commission du Golfe de Guinée (CGG) est un organisme international fondé le 3 juillet 2001, à Libreville, au Gabon. Elle a commencé à fonctionner en mars 2007, avec l'installation de son secrétariat exécutif à Luanda, en Angola. Elle vise le renforcement des liens de coopération et de solidarité entre l'Angola, la République démocratique du Congo, la République du Congo, le Nigeria, Sao Tomé-et-Principe, le Gabon, le Cameroun et la Guinée équatoriale. Elle offre un cadre permettant le développement de relations pacifiques par une approche de confiance mutuelle favorable au développement, au maintien d'un climat sécuritaire et à l'exploitation des ressources naturelles des pays de la région.
La présidence de la commission est tournante, occupée tour à tour par chacun des chefs d'État des pays membres. Son secrétaire exécutif est depuis le 21 janvier 2009 Miguel Trovoada, ancien président et premier ministre de Sao Tomé-et-Principe. Il a succédé à ce poste à son compatriote Carlos Bragança Gomes.
En août 2013, au troisième sommet ordinaire des chefs d'État de la commission, qui s'est tenu à Malabo, en Guinée équatoriale, le Ghana a demandé son admission à la commission.